# Haute-Aboujagane
Haute-Aboujagane est une communauté rurale canadienne dans le Comté de Westmorland au Nouveau-Brunswick. Elle fait partie du comité rural de Beaubassin-Est.

## Géographie
La communauté rurale de Haute-Aboujagane comptait 989 habitants en 2017. Le bourg est situé à 5 kilomètres à l'ouest de Cormier-Village et à une dizaine de kilomètres au sud de Beaubassin-Est et à une vingtaine de kilomètres au nord de Memramcook par la route 933.
Gaétan LeBlanc est le conseiller de ce village. Il succède à Jean-Albert Cormier qui fut conseiller de ce quartier de 2006 à 2012 et qui a été maire de la municipalité de décembre 2014 à mai 2016. Ola Drisdelle avait le rôle de représentant de la communauté et de président du comité de la Communauté rurale Beaubassin-est avant celui-ci, depuis 1995. Ola Drisdelle a ensuite été maire de la municipalité pendant 6 ans.

## Histoire
Le lieu était désigné sous l'appellation amérindienne de « Aboujagane »; terme qui serait dérivé d’un mot autochtone voulant dire « un collier de perles » en raison du sentier formant un cercle autour de ce hameau.
Aujourd'hui, le village de Haute-Aboujagane possède un centre culturel et sportif, un bureau de poste ainsi que l'unique caserne de pompiers de tout le secteur du comité rural de Beaubassin-Est.